# Annie Oakley

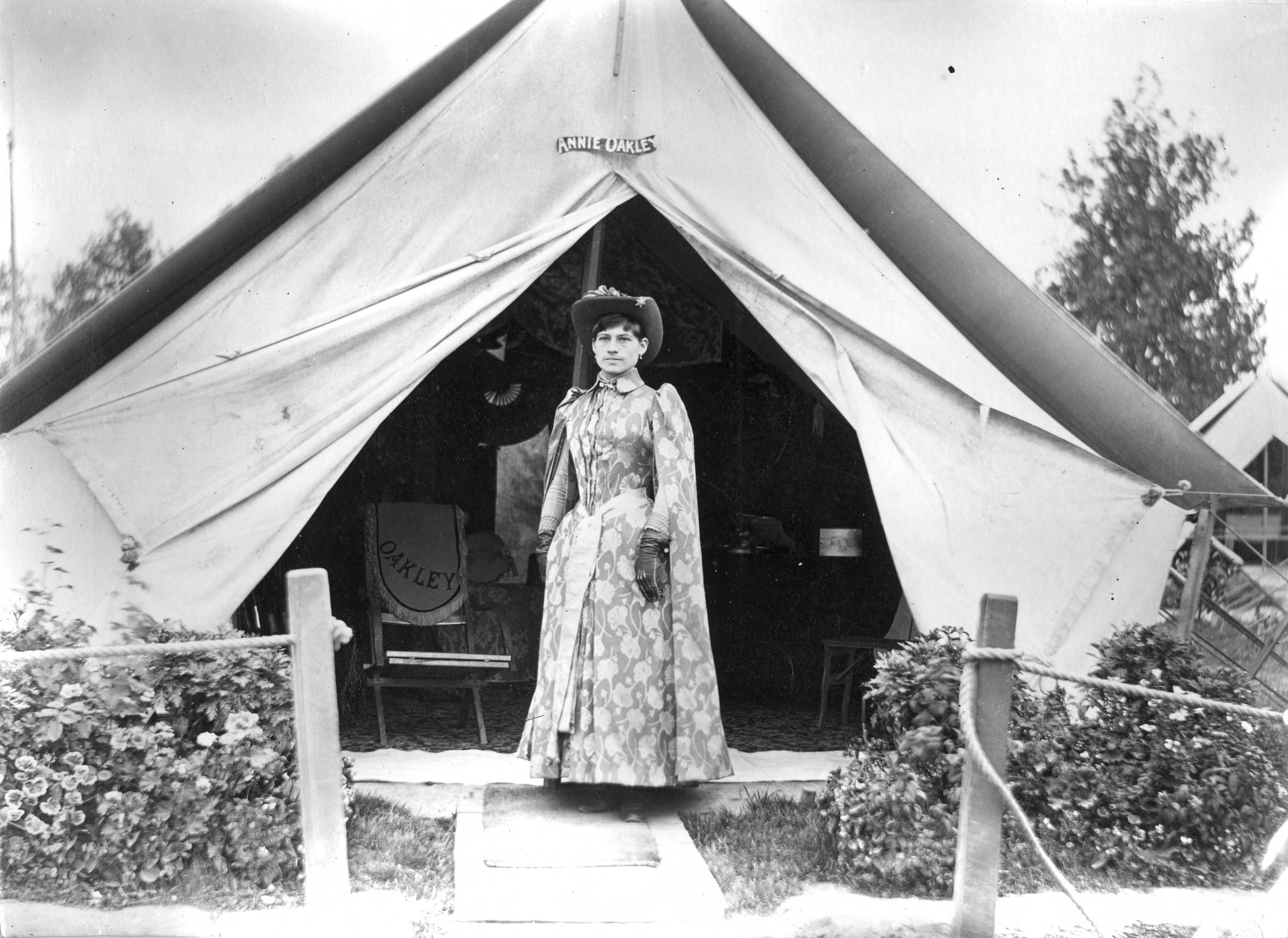
Annie Oakley vor ihrem Zelt im Camp von Buffalo Bills Wild West Show. Aufgenommen 1889 während einer Europatournee, möglicherweise in Paris.

Annie Oakley (* 13. August 1860 in der Nähe von Willowdell, nach anderen Angaben bei North Star, Darke County, Ohio; † 3. November 1926 in Greenville, Ohio; eigentlich Phoebe Ann Mosey, nach anderen Quellen Phoebe Ann Moses Butler) war eine US-amerikanische Scharfschützin. International berühmt wurde sie durch ihre Auftritte in der Wildwest-Show von Buffalo Bill. Bis heute gilt sie als die weltweit erfolgreichste Frau in dieser Profession. In den USA gilt sie als nationale Ikone und Prototyp des All-American-Girl und erster weiblicher Superstar der Popkultur. Ihr Ausspruch Aim at a high mark, and you will hit it (Peile ein hohes Ziel an, und du wirst es treffen) wurde zum geflügelten Wort.

## Leben und Wirken

### Kindheit

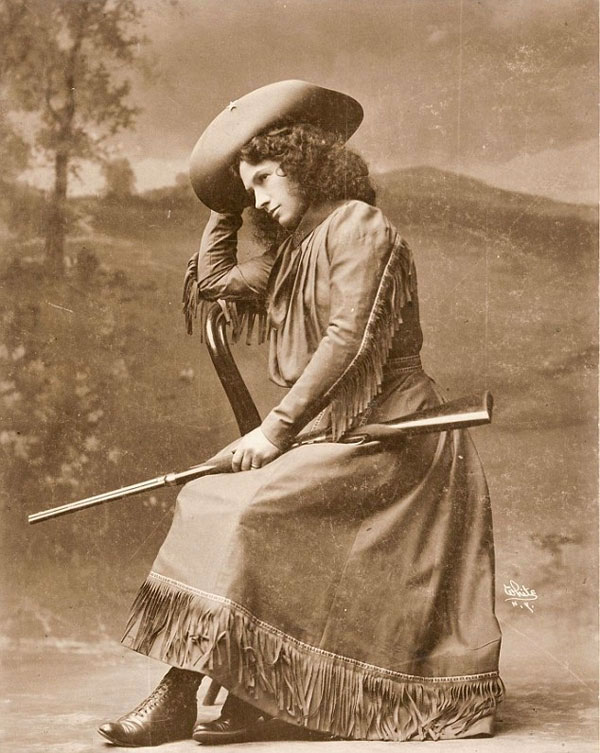
Annie Oakley in den 1890ern. Aufnahme aus dem True-West-Magazine

Annie Oakley war das fünfte von acht Kindern einer verarmten Quäker-Familie, die ursprünglich aus Pennsylvania stammte und dort eine Gastwirtschaft betrieben hatte. Die Familie hauste in einer ländlichen Region des westlichen Ohio unter ärmlichen Bedingungen in einer Log Cabin, einer Art großer Blockhütte, in der Wildnis. Da sie keiner der oben angegebenen Gemeinden angehörten, kann der Geburtsort nur annähernd angegeben werden. Die Moseys bewirtschafteten karges Pachtland mit Getreide, was kaum den Lebensunterhalt sicherte. Als sie sechs Jahre alt war, starb ihr Vater und ließ Ehefrau und Kinder mittellos zurück. Daraufhin kam Annie zunächst auf eine County-eigene sogenannte Armenfarm, wo sie für ihren Lebensunterhalt Kinderarbeit verrichten musste. Auch ihre Geschwister wurden von der Mutter teilweise in fremde Familien gegeben. Eine Schulausbildung erhielt Annie nicht. Sie wurde schließlich als Magd in einem sklavenähnlichen Verhältnis an eine Farmersfamilie ausgeliehen. Dort wurde sie ihren Erzählungen nach seelisch und körperlich misshandelt, u. a. bei klirrender Kälte barfuß im Schnee ausgesetzt. Oakley weigerte sich später stets, den Namen dieser Familie auszusprechen, und nannte sie nur „Die Wölfe“. Sie riss mehrfach aus und lebte wieder als Näherin auf der Armenfarm. Als ihre Mutter erneut heiratete und einen wirtschaftlich abgesicherten Haushalt führen konnte, kehrte Annie zu ihrer Familie zurück. Ihre Mutter heiratete nach dem Tod ihres zweiten Ehemannes noch zwei Mal. Aus der zweiten Ehe ihrer Mutter hatte Oakley eine Halbschwester.

### Anfangsjahre als Berufsjägerin und Heirat mit Frank E. Butler
Das zierliche, auch als Erwachsene nur knapp 1,52 m große Mädchen entwickelte eine überdurchschnittliche Begabung für das Schießen, das sie sich mit dem alten Gewehr ihres Vaters selber beibrachte. Bereits ab ihrem achten Lebensjahr jagte Annie Oakley Kaninchen und andere Tiere für den Kochtopf und arbeitete auch als Trapper. Sie jagte so erfolgreich, dass sie damit schließlich Geld verdiente und zur Haupternährerin der Familie wurde. Bald wurde sie professionelle Jägerin und belieferte Lebensmittelläden, Hotels und Restaurants der Umgebung mit Wild. Nach fünf Jahren konnte sie mit ihren Einkünften die Hypothek auf die Farm ihres Stiefvaters zurückbezahlen. Ihr Ruf als Schützin verbreitete sich über die Grenzen ihrer Heimatregion hinaus in ganz Ohio. Sie nahm an Schießwettbewerben teil und wurde eine regionale Berühmtheit.
Sie besiegte bei einem dieser Schießwettbewerbe den Kunstschützen und Hundetrainer Frank E. Butler, der sich bei dieser Gelegenheit in die zehn Jahre jüngere Oakley verliebte. Butler war ein gebürtiger Ire, der gemäß Quellenlage seine Karriere als Kunstschütze 1876 begann. Dennoch besagen Gerüchte, dass die erste Begegnung bereits 1875 an Thanksgiving in Cincinnati stattgefunden haben soll. Die Eheleute berichteten, dass sie sich ein Jahr vor der Hochzeit kennengelernt haben. Es ist genau eine Heiratsurkunde erhalten, welche die Hochzeit auf den 20. Juni 1882 in Windsor, Kanada datiert. Oakley war demnach bei der Heirat 21 Jahre alt. Dies bestätigt die Annie Oakley Foundation ihrer Nachkommen: Butler habe in Zeitungsinterviews stets auf die erste Begegnung ein Jahr vor der Hochzeit in einer kleinen Stadt bei Greenville hingewiesen, „18 Meilen von der nächsten Bahnstation“. In ihrer Biografie Annie Oakley and Buffalo Bill’s Wild West bezeichnet die Autorin Isabelle S. Sayers die von einem katholischen Geistlichen ausgestellte Trauungsurkunde nicht als das Zertifikat der ersten Eheschließung. Der zweifache Vater Butler sei zur Zeit der ersten Eheschließung in Ohio 1876 möglicherweise noch nicht rechtskräftig geschieden gewesen, und das Paar habe durch die kirchliche Trauung 1882 die illegitime Ehe während ihrer ersten gemeinsamen Tournee legalisieren wollen. Diese Theorie stützt sie auch auf einen Brief von Butler an Annie aus dem Jahr 1881, in dem er sie mit „my little wife“, meine kleine Ehefrau, anspricht.

### Erste Schritte auf der Showbühne und Weltkarriere

#### Das Duo „Butler and Oakley“
Butler brachte Oakley Lesen und Schreiben bei, später erhielt sie auch Schulunterricht und bemühte sich, ihre Bildungslücken zu füllen. Sie wohnte zuerst weiter bei ihrer Mutter, während Butler mit wechselnden männlichen Partnern zunächst mit einer Hundedressur-Nummer, später mit einer Nummer als Kunstschütze mit Showtruppen und Zirkusunternehmen auf Tournee ging. Ihren ersten gemeinsamen Auftritt mit ihrem Ehemann hatte Oakley am 1. Mai 1882 in Springfield, Ohio, als sie in einer Show für den erkrankten Partner ihres Mannes einsprang. Sie gab sich den Künstlernamen „Annie Oakley“ (nach einem Vorort von Cincinnati, laut anderen Quellen dem Geburtsnamen ihrer Großmutter väterlicherseits) und trat fortan mit ihrem Ehemann als Duo „Butler and Oakley“ auf. Zunächst tourten sie und ihr Mann mit dem Zirkus der Sells Brothers durch die USA und Kanada. Dabei zeigten sie nicht nur Schieß-Kunststücke, sondern auch weiterhin eine Hundedressur-Nummer; Annie trat zudem als Kunstreiterin auf.
Oakley präsentierte sich ausgesprochen weiblich und legte großen Wert auf alle Tugenden einer Frau der Viktorianischen Ära. Dieses Image war erforderlich, um als Frau mit einem Gewehr ihre Künste auszuüben, ohne als Bedrohung empfunden zu werden. Sie schneiderte sich ihre Bühnenkostüme selber und entwarf eine Art Wildwest-Outfit mit Chaps und knielangem Rock.

#### Begegnung mit Sitting Bull
In diese Zeit fällt eine folgenschwere Begegnung, die in späteren Jahren wesentlich zur Legendenbildung um Annie Oakley und ihre Rolle als Ikone des Wilden Westens (obwohl sie stets im Osten der USA lebte) beitragen sollte: Während einer Vorstellung in St. Paul in Minnesota besuchte sie der berühmte Häuptling der Sioux, Sitting Bull, nach der Vorstellung in ihrer Garderobe und traf sich in der Folgezeit mehrfach mit ihr. Sitting Bull soll vom Auftreten der Kunstschützin und -reiterin wegen ihres damenhaften und würdevollen Auftretens auf der Showbühne sehr angetan gewesen sein, sie symbolisch „adoptiert“ und ihr den Namen „Watanya Cecilia“, auf Englisch „Little Sure Shot“ (etwa „Kleine Meisterschützin“) gegeben haben. Gespräche und „Adoption“ sind allerdings nur durch Aussagen von Oakley selber bezeugt und durch andere Quellen nicht belegbar. Der Beiname sollte in den Jahren von Annie Oakleys höchstem internationalen Ruhm zu ihrem Markenzeichen werden, mit dem sie warb und der im Bewusstsein der amerikanischen Öffentlichkeit untrennbar mit ihrem Namen verbunden blieb. Belegt ist, dass Sitting Bull und die Butlers (Annie Oakley trat privat stets als Mrs. Frank Butler auf) 1885 jeweils ein Engagement in Buffalo Bills Wildwest-Show antraten. Ihre Tätigkeit für den Sells Brothers Circus hatte nach einer Saison abrupt geendet: Oakley hatte die schlechten Arbeitsbedingungen und mangelnden Sicherheitsvorkehrungen des Zirkusunternehmens kritisiert und wegen der schlechten Wohnbedingungen für die Mitarbeiter einen Sitzstreik organisiert.

#### Weltruhm mit Buffalo Bill und seiner Wildwest-Show
Bei Buffalo Bill wurde Annie Oakley als einzige nicht-indianische Frau der Truppe in einem sonst von Männern dominierten Showbereich, dem Kunstschießen, zum Star; Ehemann Frank Butler zog sich weitgehend von der Showbühne zurück und fungierte fortan als der Assistent und Manager seiner Frau. Im Verlauf von 17 Jahren reiste Oakley als Hauptattraktion mit der Buffalo-Bill-Show durch die Welt und wurde ein internationaler Star. Sie traf in die Luft geworfene Würfel und kleine Glaskugeln aus 30 Schritt Entfernung, durchlöcherte blitzschnell in die Luft geworfene Spielkarten, traf zudem präzise die Kanten der Karten und schoss ihrem Mann die brennende Zigarette aus dem Mund. Zudem legte sie, während sie in einen Spiegel schaute, über den Rücken auf weit entfernte Ziele an. Sie traf laut Augenzeugen immer. Kollegen berichten, Oakley habe auf der Showbühne wie eine präzise eingestellte Maschine agiert, sobald sie ein Gewehr in die Hand nahm. Bis heute werden in den USA entwertete Eintrittskarten wegen der eingestanzten Löcher als „Annie Oakleys“ bezeichnet.
Ihr Ruf gelangte bis nach Europa, wohin sie mehrfach auf Tournee ging: Königin Victoria und Oscar Wilde gehörten ebenso zu ihren Bewunderern wie der König von Italien und der Zar von Russland. Der Prince of Wales, Edward VII., überreichte ihr eine Ehrenmedaille mit persönlicher Widmung und führte sie als erste Frau in der Geschichte des Klubs in den London Gun Club ein. Fälschlicherweise wird behauptet, der spätere deutsche Kaiser Wilhelm II. habe sich als Kronprinz von ihr eine Zigarette aus dem Mund schießen lassen. Richtig ist wohl eher, dass Annie ihm die Zigarette aus der Hand schoss. Nach Beginn des Ersten Weltkriegs schrieb sie an den deutschen Kaiser einen Brief und bat um einen zweiten Schuss. Der Kaiser antwortete nicht. Die Existenz dieses Briefs wird von der Annie Oakley Foundation allerdings bestritten und einem gestreuten Gerücht zugeordnet; Belege für seine Existenz gibt es nicht. Es gibt auch keine Belege dafür, dass der damalige Kronprinz die Vorstellung wirklich besucht hat. Archiviert ist hingegen der Brief, den Oakley am 5. April 1898 an Präsident William McKinley schrieb, in dem sie ihm eine von ihr ausgebildete, ausgerüstete und angeführte Truppe von 50 weiblichen Scharfschützen für den drohenden Krieg mit Spanien anbot; dazu kam es jedoch nicht.
1894 stand sie gemeinsam mit weiteren Artisten aus Buffalo Bills Wildwest-Show im Black-Maria-Studio von Thomas Alva Edison in einem der frühesten Streifen der Filmgeschichte vor der Kamera. Der Film hieß The Little Sure Shot of the Wild West und wurde später unter ihrem Namen bekannt. Gedreht wurde der Kurzfilm für die zu dieser Zeit in Mode gekommenen Kinetoskopen.

### Letzte Jahre und Tod
Im Jahr 1901 wurde Annie Oakley bei einem Eisenbahnunglück schwer an der Wirbelsäule verletzt. Aus der Buffalo-Bill-Show zog sie sich zurück. In der Folge blieb sie teilweise gelähmt, erholte sich aber nach mehreren Operationen so weit, dass sie noch einige Rekorde aufstellen, an Schießwettbewerben teilnehmen sowie in eigens auf sie und ihre Schießkünste zugeschnittenen Theaterstücken auftreten konnte.
Oakley versuchte, ihr Privatleben weitgehend von der Öffentlichkeit fernzuhalten. Fehlerhafte Presseberichte des Jahres 1903 ruinierten jedoch ihr Image, so dass ihr weitere Auftritte nicht mehr möglich waren. Eine 28-jährige Burlesque-Tänzerin, die unter dem Bühnennamen Annie Oakley auftrat, hatte in Chicago einen Kunden bestohlen, um ihre Kokain-Sucht zu finanzieren. Sie wurde verhaftet und musste eine 45-tägige Haftstrafe antreten. Zeitungen aus dem Medien-Imperium von William Randolph Hearst bezogen die Verurteilung auf die eigentliche Annie Oakley und berichteten ausführlich. Andere Zeitungen sprangen auf den Zug auf und verbreiteten die Meldung in den ganzen Vereinigten Staaten. Annie Oakley wehrte sich und führte 55 Gerichtsprozesse wegen Verleumdung gegen Zeitungen, unter anderem gegen Blätter der Hearst Corporation. Die Verfahren dauerten bis 1910, sie gewann 54 von ihnen und erstritt die damals einmalige Schadensersatzsumme von zusammen $27.500.
Andererseits engagierte sich Oakley politisch zugunsten von Frauenrechten. Sie sprach sich dafür aus, Frauen für die gleiche Arbeit auch den gleichen Lohn zu zahlen, und setzte sich für das Recht von Frauen ein, Waffen zur Selbstverteidigung zu tragen. Sie gab Schusswaffen-Kurse für Frauen und im Ersten Weltkrieg bot sie Präsident Woodrow Wilson an, weibliche Scharfschützen für die Armee auszubilden. Die Regierung antwortete auf diesen Vorschlag nie. Aus heutiger Sicht schwer verständlich ist, dass sie gleichzeitig das Wahlrecht für Frauen ablehnte. Biographen diskutieren, ob sie hier konservative Grundsätze vertrat oder sich taktisch verhielt, um nicht als bedrohlich zu erscheinen.
1922 hatte sie gemeinsam mit ihrem Mann einen Autounfall, von dem sie sich nicht mehr erholte. Sie starb vier Jahre später im Alter von 66 Jahren. Als Todesursache wird Perniziöse Anämie angegeben. Ihr Ehemann Frank starb 18 Tage nach ihr eines natürlichen Todes.

### Nachwirkung
Oakley wurde schon in ihrer aktiven Zeit zur lebenden Legende. Es erschienen Groschenhefte mit Wildwestgeschichten rund um ihre Figur. 1935 war Barbara Stanwyck die erste Schauspielerin, die sie auf der Leinwand verkörperte (in Annie Oakley von George Stevens). 1946 ehrte Irving Berlin Annie Oakley mit seinem Musical Annie Get Your Gun, das sehr frei auf ihrer Lebensgeschichte basiert; 1950 wurde der Stoff mit Betty Hutton und Howard Keel als Oakley und Butler verfilmt und kam unter dem Titel Duell in der Manege auch in die deutschen Kinos. Von 1954 bis 1957 verkörperte Gail Davis 81 Episoden lang Annie Oakley in der gleichnamigen amerikanischen Fernsehserie. Auch nach der Jahrtausendwende entstanden in den USA regelmäßig Kino- und Fernsehfilme sowie Theaterstücke, in denen Annie Oakley als Figur eine Rolle spielt. 1976 wurde sie von Geraldine Chaplin in Buffalo Bill und die Indianer verkörpert, 2006 von Elizabeth Berridge in Hidalgo – 3000 Meilen zum Ruhm. Zudem erschienen zahlreiche Biografien über Annie Oakley.
Ferner tritt sie als Comicfigur in Kapitel 6a der Reihe Onkel Dagobert – Sein Leben, seine Milliarden von Don Rosa sowie in Band 76 („Eine Wildwest-Legende“, „La légende de l’ouest“ Band 70 in Belgien) der Reihe Lucky Luke in Erscheinung. Die Firma Playmobil brachte sie als Spielfigur im Westernset 3804 heraus. Auf dem amerikanischen Spielzeugmarkt ist sie ebenfalls als Actionfigur vertreten. Auch in der Computerwelt ist Oakley inzwischen angekommen: Im Ego-Shooter Smokin’ Guns ist sie als Figur auswählbar bzw. eine der Gegnerinnen.